# Lee Sung-Ho
Lee Sung-Ho (9 de julio de 1992) es un deportista surcoreano que compite en judo. Ganó una medalla de bronce en el Campeonato Asiático de Judo de 2019 en la categoría de –81 kg.

## Palmarés internacional
| Campeonato Asiático | Campeonato Asiático | Campeonato Asiático | Campeonato Asiático |
| Año                 | Lugar               | Medalla             | Categoría           |
| ------------------- | ------------------- | ------------------- | ------------------- |
| 2019                | Fujairah (EAU)      | Medalla de bronce   | –81 kg              |